# Fritz Kempe (Fotograf)
Fritz Max Kurt Kempe (* 22. Oktober 1909 in Greifswald; † 27. Dezember 1988 in Hamburg) war ein deutscher Fotograf und Fotohistoriker.

## Leben

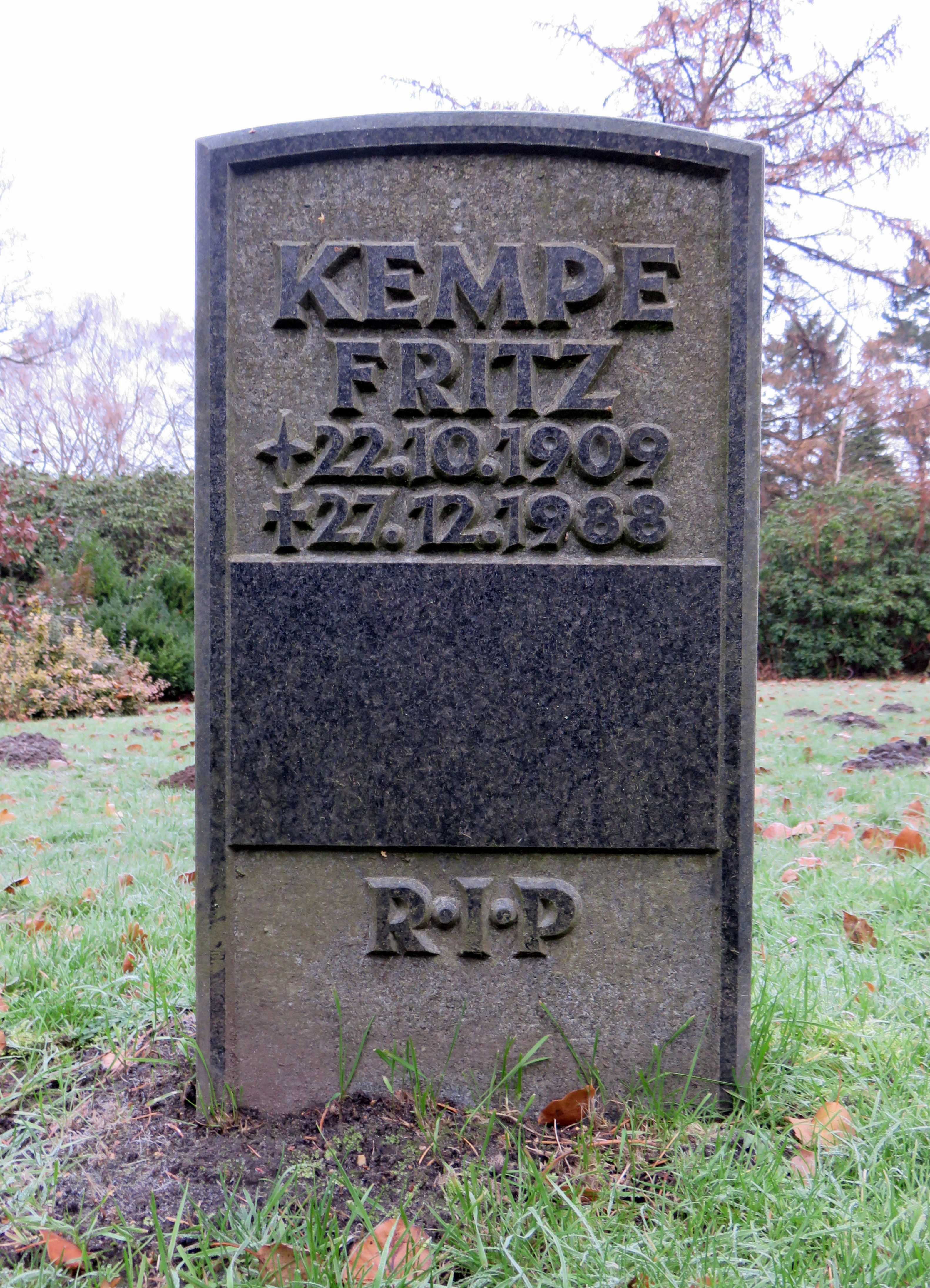
Grabstätte Fritz Kempe auf dem Friedhof Ohlsdorf

### Lehre und Tätigkeit während der Dritten Reichs
Kempe lernte das Fotografenhandwerk bei seinem Vater Max Kempe, bei dem er 1927 auch die Gesellenprüfung ablegte. Zwei Jahre später eröffnete er mit dem Drogisten Gerhard Jacobs die Firma Foto-Kempe in Greifswald. 1938 legte er die Meisterprüfung ab und gründete sein eigenes Atelier für Industrie- und Werbephotographie in Berlin. Mit Beginn des Zweiten Weltkrieges wurde er als Bildberichter in einer Propagandakompanie der Wehrmacht eingesetzt, u. a. während des Deutsch-Sowjetischen Krieges im Bereich der Heeresgruppe Mitte. Daraus gingen die Propaganda-Bildbände Das Gesicht des deutschen Soldaten und Des Führers Soldaten – das Gesicht unserer Zeit hervor. Ab 1945 lebte er in Hamburg, wo er bei einer Wohlfahrtsorganisation und zugleich als Redakteur und Schriftsteller wirkte.

### Direktor der Landesbildstelle
Von 1949 bis 1975 arbeitete er als Direktor für die Staatliche Landesbildstelle Hamburg. Kempe „begann 1952 mit dem systematischen Ausbau des Bestandes als »photographisch-kinematographische Lehrsammlung für pädagogische Zwecke«“. Im selben Jahr gelangte der fotografische Bestand des Museums für Kunst und Gewerbe, der sich aus den von Wilhelm Weimar zusammengetragenen Daguerreotypien und der „Sammlung Ernst Juhl“ zusammensetzte, an die Landesbildstelle. Am Ende der Amtszeit von Kempe umfasste der „photographische“ Teil der Sammlung ca. 20.000 Lichtbilder sowie zahlreiche Apparate und gelangte 1976 an des Museum für Kunst und Gewerbe, wo Kempe als deren „Ehrenkurator“ wirkte.

### Porträtfotograf
Kempe fotografierte Hamburger und ihre Gäste. Die Sammlung umfasst etwa 1300 Porträts von Persönlichkeiten aus Kultur-, Politik- und Geistesleben. 1982 wurde ihm der Professorentitel zuerkannt. 1989 präsentierte das Schloss Gottorf in einer Ausstellung zum 150-jährigen Bestehen der Fotografie den Ankauf der privaten Sammlung Fritz Kempes von ca. 830 Aufnahmen mit überwiegend norddeutschem Bezug.
Fritz Kempe wurde auf dem Ohlsdorfer Friedhof in Hamburg im Planquadrat Bp 64 östlich vom Prökelmoorteich beigesetzt.

## Rezeption
In den 1950er und 1960er Jahren war er als Lehrer maßgeblich an der Entwicklung der Photographie als Teil der künstlerischen Ausdrucksmöglichkeiten in Deutschland beteiligt.
In seinen zahlreichen Veröffentlichungen als Fotohistoriker unterließ es Kempe, sich zu den Schicksalen der zahlreichen unter den Nationalsozialisten vornehmlich aus Hamburg geächteten Fotografen zu äußern. In seinen Darstellungen wurden Tatsachen verschwiegen oder/und verharmlost. Der Autor Wilfried Weinke führt in seinem Aufsatz „Im Interesse einer kritischen Geschichtsforschung.“ zahlreiche Belege an. Ohne Erwähnung blieb, dass es zum Verkauf des 35.000 Platten umfassenden Bestandes des wohl wichtigsten fotografischen Ateliers in Hamburg von Emil Bieber kam, als Kempe Direktor der Staatliche Landesbildstelle Hamburg war. Kempe unterließ es, diesen wertvollen Bestand für deren Sammlung zu erwerben.

## Auszeichnungen
- 1964: Kulturpreis der Deutschen Gesellschaft für Photographie[7][8]
- 1972: Goldene photokina-Nadel[9]
- 1974: Ausstellung „Fritz Kempe, 5 Jahrzehnte Fotografie“, Museum für Kunst und Gewerbe, Hamburg
- 1974: David-Octavius-Hill-Medaille der Gesellschaft Deutscher Lichtbildner
- 1979: Erich-Stenger-Preis der Deutschen Gesellschaft für Photographie[10]
- 1981: Senator-Biermann-Ratjen-Medaille für künstlerische Verdienste um die Stadt Hamburg
- 1982 (9.2.): Verleihung des Ehrentitels „Professor“ durch den Senat der Freien und Hansestadt Hamburg
- Ehrenmitgliedschaften[11]
  - Deutsche Gesellschaft für Photographie (DGPh)
  - Gesellschaft Deutscher Lichtbildner (GDL; 1993 umbenannt in Deutsche Fotografische Akademie (DFA))
  - Verband Deutscher Amateurfotografen-Vereine (VDAV; 1991 umbenannt in Deutscher Verband für Fotografie (DVA))
  - Justus Brinckmann Gesellschaft

## Werke
- Das Gesicht des deutschen Soldaten. Aufnahmen, Idee und Zusammenstellung von Fritz Kempe. Oberkommando der Wehrmacht (Hrsg.), Zeitgeschichte-Verlag, Berlin 1943, (Einleitung von Hans Baumann).
- Des Führers Soldaten – das Gesicht unserer Zeit. sämtliche PK-Aufn.: Fritz Kempe, Propagandakompanie der Armee Busch [u. a.], Berlin o. J. [ca. 1943].
- Der Film in der Jugend- und Erwachsenenbildung (= Schriftenreihe Institut für Film und Bild in Wissenschaft und Unterricht). Heering, Seebruck am Chiemsee 1952, S. 88.
- Von Meisterfotos lernen. Wilhelm Knapp Verlag, Düsseldorf [1958], DNB 452378028, 121 S.
- Film, Technik, Gestaltung, Wirkung. Don Bosco Verlag, München 1963, DNB 452378001, S. 44.
- Die Anonymen Miterzieher unserer Jugend. Über Wesen und Einfluß der Massenmedien. Georg Westermann Verlag, Braunschweig 1958, DNB 452377935, S. 196 (Niederländisch: Film, Techniek, Vormgeving, Werking, Breda, De Vroente-Kasterlee-Desclee de Brouwer, 216 Seiten).
- Fetisch des Jahrhunderts. Lesebuch für Fotofreunde. Econ-Verlag, Düsseldorf, Wien 1964, DNB 452377927, S. 380 (Weiterer Titel Wunderbare Welt der Kamera, ein Lesebuch für Fotofreunde).
- Das Bild und die Wirklichkeit. Hrsg.: Institut für Film und Bild in Wissenschaft und Unterricht. Grünwald 1974, DNB 750805676, S. 141.
- Vor der Camera. Zur Geschichte der Photographie in Hamburg. Christians Verlag, Hamburg 1976, ISBN 3-7672-0409-6, S. 144.
- Alt-Hamburgs schönste Fotos. Menschen, Häuser, Schiffe. Christians Verlag, Hamburg 1976, S. 144.
- Photographie. Zwischen Daguerreotypie und Kunstphotographie (= Museum für Kunst und Gewerbe [Hrsg.]: Bilderhefte des Museums für Kunst und Gewerbe. Band 14). Museum für Kunst und Gewerbe, Hamburg 1977, DNB 770614620, S. 156.
- Daguerreotypie in Deutschland. Vom Charme der frühen Fotografie (= Bernd Lohse [Hrsg.]: Neue Fotothek). Heering, Seebruck am Chiemsee 1979, ISBN 3-7763-5190-X, S. 270.

### Beiträge
- Hier sehen wir wahrhaftig Wunder. Biedermeier an der Wiege der Fotografie. In: Westermanns Monatshefte (5), 1975: 32–43, ISSN 0931-9360
- Jugendstil-Photographie in Europa. In: Europäische Hefte (4) 1976: 41–53
- Landschaft in schwarz+weiß, Natur und Menschenhand: Akzente eines permanenten Foto-Themas. In: Westermanns Monatshefte (2), 1977: 70–81
- Die Entdeckung eines Genies – William Henry Fox Talbot (1800–1877). In: Europäische Hefte (4) 1977: 63–72 ISSN 0343-6489

### Mitarbeit
- mit Bernhard Meyer-Marwitz: Hamburger: Versuch einer Topographie. Verlag des Hamburger Journal, Hamburg, [Bildband] 1963, DNB 452377978, 144 S.
- mit Gerhard Kaufmann, Jürgen Meyer: Schiffahrt auf alten Photographien. Aus den Beständen des Altonaer Museum. Altonaer Museum, Hamburg 1978, DNB 780640675, S. 73 (Plus Bildkatalog).
- mit Odette Appel-Heyne: Nicola Perscheid, Arthur Benda, Madame D'Ora (= Museum für Kunst und Gewerbe [Hrsg.]: Dokumente der Photographie. Band 1). Hamburg 1980, DNB 800793978, S. 171.
- mit Bodo von Dewitz: Daguerreotypien (= Museum für Kunst und Gewerbe [Hrsg.]: Dokumente der Photographie. Band 2). Hamburg 1983, DNB 840035411, S. 287.
- mit Erika Kempe, Heinz Spielmann: Die Kunst der Camera im Jugendstil. Umschau Verlag, Frankfurt am Main 1986, ISBN 978-3-524-68012-5, 244 S.
- Evelin Schultheiß (Hrsg.): Das alte Helgoland, photographiert von Franz Schensky. Worpsweder Verlag, Worpswede 1988, ISBN 978-3-922516-54-5, S. 112 (Nachwort von Fritz Kempe).

### Herausgeber
- Kunstfotografie um 1900 in Deutschland und ihre Beziehung zum Ausland. Stuttgart, Institut für Auslandsbeziehungen 1982, DNB 994574819, 63 S.
- Hamburg, Land und Leute der Niederelbe. Print Verlag, 1981, DNB 830058273, (Reprint von: Ernst Juhl (Hg.): Hamburg, Land und Leute der Niederelbe. 1912)

## Archiv
- Negativarchiv im Denkmalschutzamt Hamburg, Bildarchiv[12]
- Archiv Fritz Kempe in der „Sammlung Fotografie“ des Museums für Kunst und Gewerbe Hamburg
- Sammlung Fritz Kempe in der Photographischen Sammlung im Schleswig-Holsteinischen Landesmuseum, Schloß Gottorf, Schleswig